# 체사레 파베세

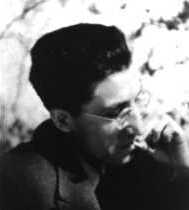

체사레 파베세(이탈리아어: Cesare Pavese, 1908년 9월 9일 ~ 1950년 8월 27일)는 이탈리아의 소설가 · 시인이다.

## 생애
북부 이탈리아의 피에몬테 주(州) 산토 스테파노 벨보 마을에서 출생하였다. 베르보강(江)은 구릉을 누비며 포강(江)으로 빠져 토리노시(市)를 관류하고 있다. 이러한 구릉(丘陵), 강, 도회지 등이 작품의 배경으로 일관되어 있다. 토리노 대학을 졸업한 후 고교 교사와 <문화>지(誌)의 편집을 하는 한편 현대 영미 문학을 다수 소개 또는 번역했다. 특히 조이스나 포크너로부터는 수법상의 영향을 받은 바가 크다. 1935년 반(反)파쇼 활동으로 인하여 남 이탈리아에서 옥살이를 하였다. 처녀작 <너의 고향>(1941)은 최초의 네오리얼리즘 문학이라 인정되었으며 그 후에도 더렵혀진 목숨, 자살의 유혹, 좌절된 사랑 등 신화와 현실과의 교착(交錯)을 주제로 하여 독자적인 서정 세계를 구축하였다. 그리고 <아름다운 여름>(1949)으로 스토레가상(賞)을 받는 등, 작가로서 크게 성공한 후 소설의 주인공과 같은 숙명에 처해 토리노의 한 호텔에서 자살하였다.